# Apulej
Apulej (lat. Apuleius) (Madaura,
Numidija, o. 125. – ?, o. 180.) bio je rimski književnik, filozof i govornik. Najistaknutiji je latinski predstavnik druge sofistike i sljedbeni mističnog platonizma, a poznat je kao autor djela Metamorfoze ili Zlatni magarac, fantastično-satiričnog romana, u kojem se mladić pretvara u magarca i spoznaje velike ljudske grijehe sve dok mu božica Izida ne vrati ljudsko obličje. Najpoznatiji dio knjige je priča o Amoru i Psihi koja je obrađivana i u kasnijoj književnosti.
Druga važnija djela su Apologija, obrana na sudu zbog optužbe za magiju, te Florida, zbirka govora i predavanja.

## Ime
Pouzdano mu se zna samo glavni dio imena, nomen, Apuleius. U renesansi mu se nekad kao praenomen uzimalo ime Lucius po glavnome liku Zlatnog magarca.

## Životopis
Rodio se o. 124. godine u rimskoj provinciji Numidiji. Otac mu je bio provincijalni dužnosnik, koji je nakon smrti njemu i bratu ostavio dva milijuna sestercija. Školovanje je započeo u Madauri, a nastavio u Kartagi, gdje je učio gramatiku, književnost, filozofiju i govorništvo. U Ateni je nastavio s izobrazbom filozofije, ali slušao je i predavanja iz geometrije, prirodnih znanosti, dijalektike, poezije i glazbe. u Grčkoj je došao u  dodir sa svetim i tajnim obredima i kultovima. Boravio je u Rimu neko vrijeme baveći se odvjetništvom.
Mnogo je putovao te je došao u kontakt s istočnosredozemnim kulturama i religijama, napose s egipatskom religijom i kultom Izide što je kasnije upotrijebio za svoje djelo Metamorfoze. Putovao je i diljem Grčke i, po vlastitu svjedočenju, bio upućen u tajne obrede i kultove.
Nakon podučavanja u Rimu, krenuo je u Aleksandriju, ali je zastao u gradu Oea, blizu današnjeg Tripolija, gdje ga je stari poznanik Sicinije Poncijan zamolio da se oženi njegovom majkom udovicom, Aemilijom Pudentilom. Nakon Poncijanove smrti, njegova se rodbina okrenula protiv Apuleja i optužila ga da je služeći se magijom nagovorio Pudentilu na brak. Apulej je na sudu, u Sabrati pred prokonzulom Klaudijem Maksimom 158. ili početkom 159. godine, iznio svoju obranu koja je postala poznata kao Apologia ili De magia. S obzirom na to da je govor kasnije objavljen, vjerojatno je pobijedio.
Primljen je u svećenički stalež (sacerdotium Africae), bio je Asklepijev svećenik.
Njegov život nakon 163./164. godine malo je poznat. Smatra se da se tada posvetio svojim djelima. Ponekad je održavao cijenjene govore, a u njegovu su čast dizani kipovi.
Bio je vrsni poznavalac latinskoga i grčkoga jezika te je pisao obama.

## Djela
Apuleju se sa sigurnošću mogu pripisati sljedeća djela:
- Preobrazba ili Zlatni magarac (Metamorphōses ili Asinus aureus)

Podijeljeno u 11 knjiga, djelo govori o mladiću Luciju iz Korinta: u prve tri knjige pripovijeda u prvome licu kako se na putu kroz vještičji kraj Tesalije želio pretvoriti u pticu, ali nanijevši pogrešnu pomast postao je magarcem i pao u ruke razbojnika. Od 4. do 10. knjige u magarećem obliku sluša razne pripovijesti. S otetom djevojkom Haritom pokuša pobjeći razbojnicima, ali ne uspiju. Oslobodi ih Tlepolem, njezin zaručnik, ali sada magarac mora okretati mlinski kamen. Mijenja više gospodara koji se prema njemu odnose okrutno. U jedanaestoj knjizi na obali pred Korintom moli se Izidi. Ona mu se smiluje i da mu ružine latice koje mu povrate ljudski oblik. U djelu se ističe nekoliko samostalnih cjelina, među njima je najpoznatija bajka o Amoru i Psihi (u 5. i 6. knjizi). Djelo slijedi religijski obrazac: prve tri knjige jesu zabluda (radoznalost, curiositas), slijede knjige (od 4. do 10.) kazne i posljednja iskupljenja.
Ovo je jedini cjelovito sačuvani rimski roman, a vjerojatno je utemeljeno na izgubljenu djelu Lucija iz Patra Preobrazbe. Blizak je grčkome djelu iz istoga vremena Lukije ili magarac (Λούϰιος ἢ Ὄνος) i erotskim novelama Aristida iz Mileta (Μιλησιακά).
- Florida ili Cvjetni izbor (Florida)

Antologijska zbirka 23 odlomka njegovih govora u četiri knjige, autor djela najvjerojatnije nije sam Apulej. Problem je činjenica da je dužina knjiga puno manja nego prosječna dužina antičke knjige, a broj tekstova u svakoj od njih varira. Ovo je navelo istraživače na zaključak da je djelo nastalo od veće zbirke iz koje su se vadili odlomci. Nastala je nakon Apulejeva vremena, možda kao antologijski izbor iz većega korpusa njegovih govora,
Harrison smatra, s obzirom na to da veći broj isječaka potječe s početaka govora i da predstavlja tipične retoričke postupke poput opisa, gnomskih anegdota ili usporedbi, da je djelo bilo u upotrebi u poučavanju retorici i da se rabila u školama, možda kao zbirka oglednih progimnazmi, vježbi iz govorništva gdje su đaci sastavljali govore ili njihove dijelove na određenu temu ili u određenu obliku.
- O Platonu i njegovu učenju (De Platone et eius dogmate)

Dvojbeno autorstvo; u dvije sačuvane knjige objašnjava Platonov život (početak prve knjige) te učenja u fizici (ostatak prve knjige) i etici (druga knjiga). Kao tema treće najavljuje se logika.
- O Sokratovu bogu (De deo Socratis)

U kraćoj filozofskoj raspravi opisuje demonizam i demone (natprirodna bića koja utječu na ljude). Kao i Platon u djelu Obrana Sokratova koji opisuje unutarnji glas koji je Sokrata odvraćao od zla i Apulej rabi Sokrata kao primjer.
- O svijetu (De mundo)

Dvojbeno Apulejevo autorstvo.
- O tumačenju (Περὶ ἑρμηνείας)

Dvojbeno Apulejevo autorstvo. Napisano latinskim, ali grčkoga naslova.
- Apologia (Apologia ili Pro se de magia ili jednostavno De magia)

### Izgubljena djela
Poznata su imena i teme nekih njegovih izgubljenih djela, a od nekih su sačuvani i fragmenti:
- Hermagora (Hermagoras); moguće je da je parodija ondašnjih retora
- Izvadci iz priča (Epitome historiarum); fragmenti koji govore o rimskoj povijesti i starini
- Šaljive zgode (Ludicra); dijaloška proza o homoseksualnoj i heteroseksualnoj ljubavi
- O poslovicama (De proverbiis); zbirka poslovica
- Fedon (Phaedo); prijevod Platonova djela
- O državi (De re publica); priručnik s političkim savjetima
- O muzici (De musica)
- Knjige iz medicine (Libri medicinales); savjeti za liječenje ljekovitim biljem
- O zemljoradnji (De re rustica)
- O drveću (De arboribus); možda dio djela O zemljoradnji
- O aritmetici (De arithmetica); prijevod djela Uvod u aritmetiku Nikomaha iz Gerase
- spis iz astronomije
- spis o prirodoznanstvu
- Rasprave za stolom (Quaestiones convivales); učeni dijalozi
- De maiestate Aesculapii; govor prilikom podizanja kipa u Oei nakon pobjede u parnici zahvaljujući Apologiji

Njegova djela na grčkome potpuno su nam izgubljena.